# 2025 au Panama
Cette page concerne des événements qui se sont produits durant l'année 2025 du calendrier grégorien au Panama.

## Événements

### janvier
- 16 janvier : La FIFA suspend Manuel Arias de son poste de président de la Fédération panaméenne de football pour six mois après qu'il a qualifie de "grosse" la joueuse de l'équipe nationale féminine de football du Panama, Marta Cox[1].
- 21 janvier : Le Panama adresse une plainte aux Nations unies à la suite de la menace du président américain Donald Trump de reprendre le contrôle du canal de Panama[2].